# Cabeça Boa
Cabeça Boa es una freguesia portuguesa del municipio de Torre de Moncorvo, con 25,83 km² de superficie y 469 habitantes (2001). Su densidad de población es de 18,2 hab/km².